# AacPlus
aacPlus, AAC+ ili HE-AAC je audio kodek s gubicima razvijen od strane Coding Technologies-a 2003. godine. Nadogradnja je na AAC kodek s kojim je i unatrag kompatibilan i dio je MPEG-4 standarda (Part 3).
aacPlus nadograđuje se na AAC kodek dodavanjem tehnologije SBR (Spectral Band Replication) koja sintetizira više frekvencije iz malog toka pomoćnih podataka. Time se omogućava da bazni kodek (u ovom slučaju AAC) radi s manjom širinom pojasa čime se smanjuje količina podataka koju treba odbaciti, a istovremeno se zadržava puni frekvencijski opseg pri reprodukciji. Budući da je glavni pojas kodiran s AAC kodekom i da su SBR podaci dodani kao ekstra informacija, aacPlus je potpuno kompatibilan s AAC dekoderima koji će dekodirati samo osnovni pojas. aacPlus dekoder će pak upotrijebiti i SBR tok podataka te rekonstruirati signal u punom frekvencijskom opsegu. Ovom tehnologijom postiže se osjetno povećanje efikasnosti i kvalitete audio kodiranja. Primjerice, aacPlus postiže istu kvalitetu zvuka na 64 kbps stereo kao i AAC kodek na 128 kbps stereo.
aacPlus v2, eAAC+ ili Enhanced HE-AAC je audio kodek s gubicima razvijen od strane Coding Technologies-a 2004. godine. Nadogradnja je na aacPlus, odnosno AAC kodek s kojima je i unatrag kompatibilan. Dio je MPEG-4 standarda (Part 3).
aacPlus v2 nadogradnja je na aacPlus upotrebom PS (Parametric Stereo) tehnologije. Upotrebom ove tehnologija audio informacija se psihoaksutički kodira kao mono, a malim tokom podataka se opisuje stereo informacija. Time se postiže još veća učinkovitost kodiranja i veća kaliteta zvuka za isti bitrate. PS informacija se također dodaje kao ekstra dodatak na glavni tok podataka, te je zadržana kompatibilnost i s AAC-om i s prvom verzijom aacPlus-a. AAC dekoder će dekodirati samo osnovni pojas kao mono, aacPlus dekoder će dekodirati audio u punom frekvencijskom opsegu ali mono, dok će aacPlus v2 dekoder reproducirati kompletnu informaciju u punom frekvencijskom opsegu i u stereo tehnici. Daljnjim razvojem PS tehnologije omogućeno je kodiranje 5.1 prostorne (surround) informacije s vrlo malim bitrate-ovima (reda veličine 128 kbps) pod nazivom MPEG Surround.

## Tehnologija
aacPlus kodeci koriste se u tehnologijama za prijenos zvuka kao što su digitalni radio na kratkom valu (DRM), nova verziju digitalnog radija na ultrakratkom valnom području (DAB v2), reprodukcija zvuka na mobilnim uređajima i telefonima, emitiranje putem Interneta (web streaming), emitiranje putem mobitela (mobile (3GPP) streaming, DVB-H), XM satelitski radio u SAD-u, a očekuje se proširenje na sve moderne i nove tehnolgije koje će podržavati ili već podržavaju MPEG-4 standard.

## Kvaliteta
aacPlus i aacPlus v2 na malim bitrate-ovima postižu osjetno bolje rezultate u odnosu na klasične audio kodeke primerice MP3 ili Windows Media, čak i pri vrlo niskim bitrate-ovima kao npr. 18 kbps:

## Podržani klijenti
- WinAmp
- foobar2000
- Windows Media Player uz upotrebu ovog plugin-a

## Podržani uređaji
- svi MPEG-4 kompatibilni uređaji
- Sony Play Station Portable (PSP)
- Nokia, Motorola, Samsung, Sony Ericsson, BenQ-Siemens i Philips mobiteli

## Vanjske poveznice
- Članak iz časopisa VIDI o aacPlus-u
- Coding Technologies aacPlus
- EBU Technical paper - aacPlus--a-state-of-the-art
- Tuner2 - popis radio stanica koje emitiraju putem Interneta koristeći aacPlus